# Wioślarstwo na Letnich Igrzyskach Olimpijskich Młodzieży 2010

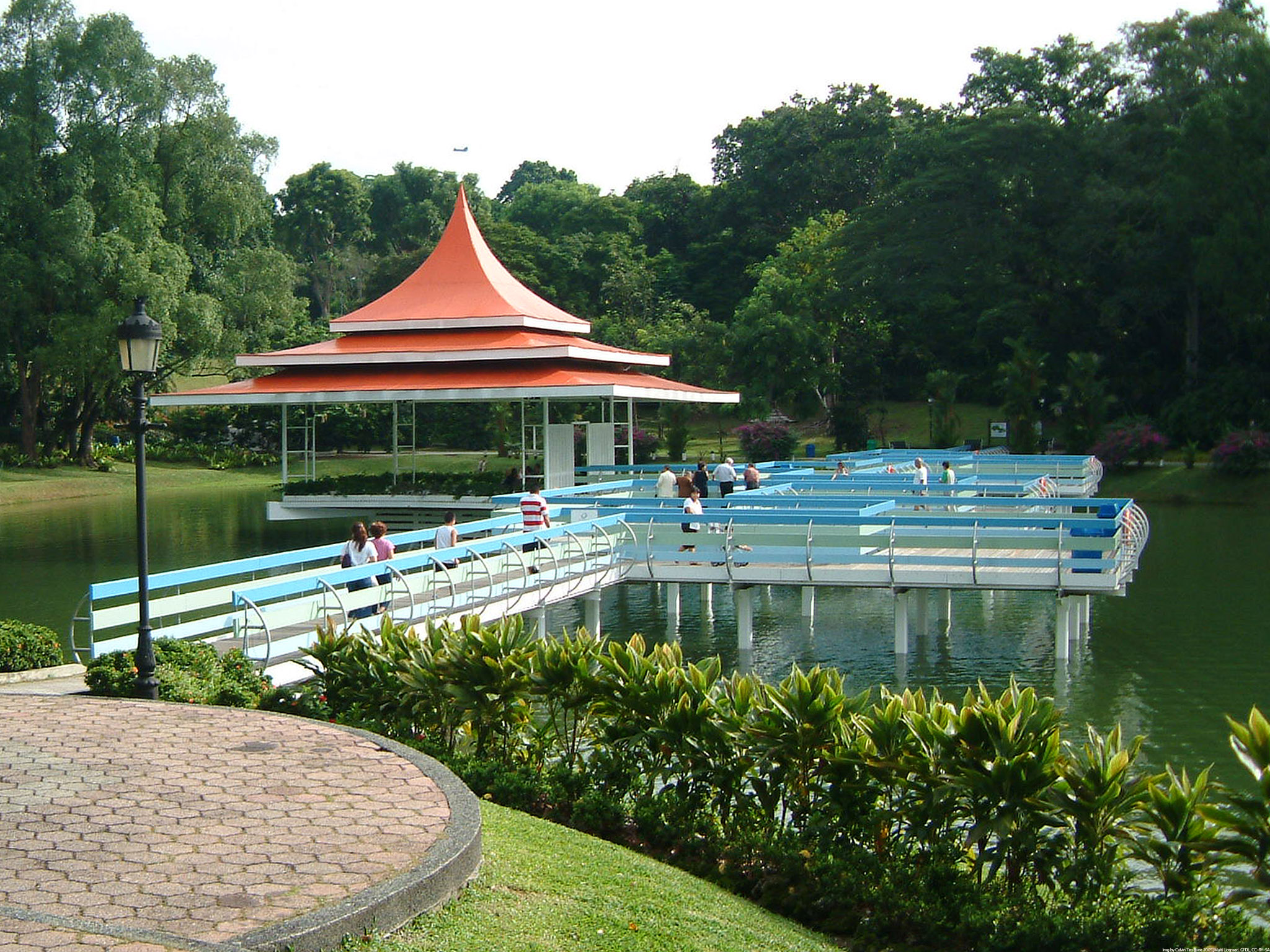
Marina Reservoir – miejsce zmagań wioślarzy

Wioślarstwo na Letnich Igrzyskach Olimpijskich Młodzieży 2010 odbyło się w dniach 16 – 19 sierpnia na torze wioślarsko-kajakarskim Marina Reservoir w Singapurze. Zawodnicy będą rywalizować w czterech konkurencjach (w 2 męskich i 2 żeńskich). W zawodach ogółem wystartowało 96 zawodników.

## Kwalifikacje
Kwalifikacje na igrzyska można było uzyskać podczas Mistrzostw świata kadetów w 2009 roku. Zawodnicy muszą być urodzeni między 1 stycznia 1992 a 31 grudnia 1993 roku.

## Terminarz
- 15 sierpnia (Niedziela): eliminacje
- 16 sierpnia (Poniedziałek): eliminacje
- 17 sierpnia (Wtorek): półfinały
- 18 sierpnia (Środa): finały

## Medale

### Chłopcy
| Konkurencja       | Złoto                                  | Srebro                                              | Brąz                                       |
| Jedynki szczegóły | Rolandas Maščinskas                    | Felix Bach                                          | Ioan Prundeanu                             |
| Dwójki szczegóły  | Słowenia · Jure Grace · Grega Domanjko | Grecja · Michalis Nastopoulos · Apostolos Lampridis | Australia · Matthew Chochran · David Watts |

### Dziewczęta
| Konkurencja       | Złoto                                                    | Srebro                                     | Brąz                                       |
| Jedynki szczegóły | Judith Sievers                                           | Nataliia Kowalowa                          | Noemie Kober                               |
| Dwójki szczegóły  | Wielka Brytania · Georgia Howard-Merrill · Fiona Gammond | Australia · Emma Basher · Olympia Aldersey | Grecja · Eleni Diamanti · Lydia Ntalamagka |